# 秘鲁南美航空2213号班机跑道入侵事故
秘鲁南美航空2213号班机（LP2213／LPE2213）是从秘鲁利马豪尔赫·查韦斯国际机场飞往胡利亞卡印加曼科加帕克国际机场的定期客运航班。2022年11月18日，秘鲁南美航空的一架空客A320neo准备从豪尔赫·查韦斯国际机场16号跑道起飞时与消防车相撞，造成两名消防员当场死亡，一人在事故发生七个月后经抢救无效死亡。机上108人全部撤离，其中有40人受伤。
涉事飞机最终因无修复价值而报废，是为首架全机报销的空中巴士A320neo客机。

## 事故经过
秘鲁南美航空2213号班机原定于当地时间14时55分（北京时间3时55分）从利马豪爾赫·查維茲國際機場起飞，并在16时30分（北京时间5时30分）抵达胡利亞卡印加曼科加帕克国际机场。
飞机于当地时间15时11分在16号跑道上开始起飞。滑跑期间，多辆机场消防车穿过加速飞机前方的跑道，一辆Rosenbauer Panther 4x4消防车与飞机相撞。15时30分左右，飞机在起飞时与消防车相撞。有一名乘客在社交媒体上发布的一段影片显示，飞机在撞击消防车后机身向右侧倾斜，并在煞停过程中起火。另一段从地面拍摄的影片记录下了事故的整個过程，飞机的右发动机脱落，右起落架坍塌。飞行员随即中断起飞，飞机最终在滑行2,500（8,200英尺）后刹停。事后拍下的照片显示，被毁的消防车卡在飞机被焚毁的尾部下。

## 涉事飞机及机组人员

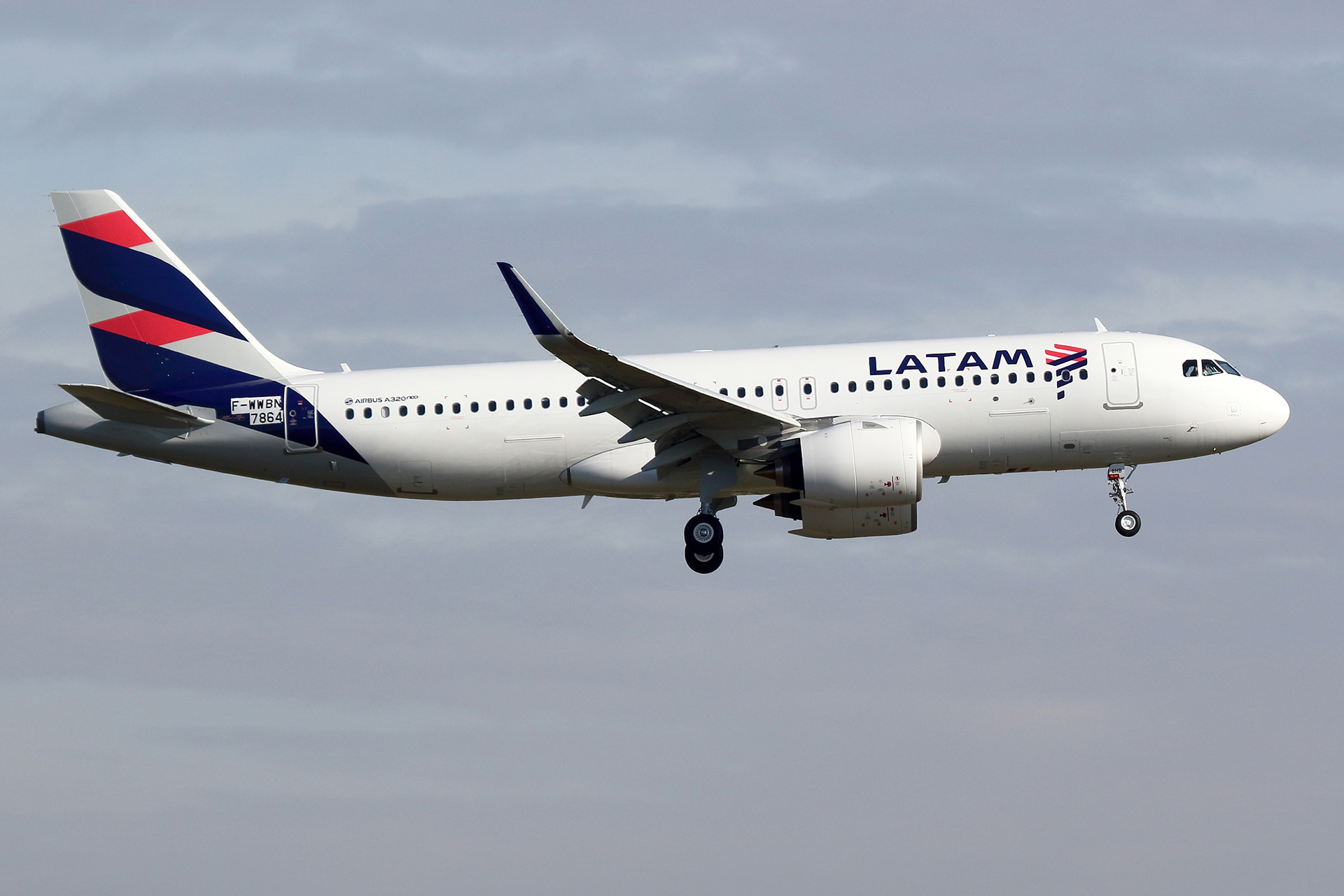
涉事飞机（2017年摄于图卢兹-布拉尼亚克机场，机上的F-WWBN为临时注册号）

涉事飞机是一架机龄五年的A320neo，生产编号7864，航空器注册编号为CC-BHB。2017年交付智利南美航空。飞机配有两台普惠PW1000G发动机。这架飞机受损严重，注册号目前已被注销。
该次航班机长（时年35岁）飞行时数8,229小时，其中A320飞行时数3,115小时。大副（时年30岁）飞行时数3,390小时，其中A320飞行时数583小时（pp. 20–21）。

## 后续
事件至少造成四班航班备降其他机场。机场公司表示跑道已关闭，因此机场已暂停运营直至11月20日。
该趟航班的飞行员在事故发生后不久就被逮捕，并被拘留至次日，这促使国际航线飞行员协会联合会（IFALPA）批评秘鲁政府的行为违反了国际民用航空组织的准则，称逮捕和拘留 "对飞行安全极为不利，只能阻碍调查"。该协会称，逮捕可能会给公众造成这样的刻板印象，即任何事故是飞行员刻意造成的，而不是技术问题或因于多种因素而造成一系列错误。
涉事消防车的唯一生还者曼努埃尔·比利亚努埃瓦于2023年6月17日不治身亡，为此次事故的第三名死者。

## 事故调查
秘鲁航空事故调查委员会（CIAA）在法国民用航空安全调查与分析局（BEA）将负责调查这起事故。该航班的飛行紀錄儀将被送往法国进行解码。
2023年9月，委员会发表最终报告指出，此次事故是紧急救援车辆未经许可进入跑道造成的。秘鲁商业机场和航空公司（CORPAC）对此次应急演习的计划不周，与机场在演习方面的协调不力。空中交通管制人员在演习前一小时才接到通知，导致他们掌握的信息非常有限。此外，空管人员和应急人员之间的沟通使用了非标准术语。

## 类似事故
- 苏联民航3352号班机空难
- 西部航空2605号班机空难
- 新加坡航空006号班机空难